# Молодилів
Молоди́лів — село в Україні, в Отинійській селищній громаді Коломийського району Івано-Франківської області.

## Географія
Селом протікає річка Хоросна.

## Церква
Церква Святої Трійці 1880 р. Належить до Коломийської єпархії ПЦУ. Настоятель — прот. Тарас Петльоха. У серпні 2016 р. перейшла з-під юрисдикції УАПЦ в УПЦ КП.

## Люди
- Соловчук Василь — командир сотні скорострілів УСС.
- Шищук Пилип Михайлович (народився 1930, Сідлище — помер ?), жертва репресій радянського режиму, бувши студентом музичного училища у Станіславові був 31 травня 1957 р. заарештований і засуджений Станіславським обласним судом 13 вересня 1957 р. за статтею 54-10 ч.1 КК УРСР (антирадянська пропаганда і агітація) до семи років виправно-трудових таборів. Похований у Молодилові.[2]